# Salun
Salun (conocido también como Luban Oco) es el nombre de un héroe mitológico de la cultura Tsáchila. Existen varias versiones del mito, pero principalmente quedaron dos, la primera explica la existencia del sol en su forma actual, la segunda narra la historia de Salun como un espíritu del río, cumpliendo un rol similar al del chu-huajinu, el espíritu de los volcanes.

## Mito
En una de las variantes se cree que un sáchila fue invitado por un curandero o mincha rucú a pasar la noche colgado de un árbol. El curandero para ello se había convertido en un perezoso. El sáchila aceptó y en la mañana siguiente cuando abrió los ojos vio que un tigre lo quería comer. Mientras tanto logró ver que Salun, el héroe de la historia, estaba pasando por ahí por lo que pidió su ayuda con gritos. Salun mató al tigre con una lanza y echó una soga para que el sáchila pueda bajar del árbol. Sin embargo al bajar no vería a Salun sino a Luban oco quien sacaría su falo que lo tenía enrollado en una funda. El sachila huyó y se encontró con un río que debía atravesar. Pidió a una lagartija o pacdumbela que lo lleve y logró llegar a la otra orilla. Salun también lo perseguiría y pediría el mismo favor a la lagartija, sin embargo a mitad de camino, ella se sumergío hundiendo a Salun, con su espíritu malo en el río. Consecuencia de esto al morir luban oco se produjeron olores terribles por un mes, llevando a la muerte a muchos peces.
Personajes:
- Salun: espíritu rojo que esconde y enrolla su falo o tronco, similar a la tunda Cayapa y el chihuajiju de los puruguay. Presenta una ambivalencia en su ser: por un lado es un héroe catequillado, donde esta la vida. Por otro lado tiene a Luban oco, quien se creía carga un cadáver a cuestas.[2]
- Tigre: sabio conductor, descubre al catequillado pues no habrá héroe mítico aborigen si no es sometido al ritual de iniciación.
- Pacdumbela: presencia del sol en el hombre, hombres vencedores del tiempo, conduce al tsáchila por sobre las aguas del río y lo deja a salvo en la otra orilla. Se eterniza en la tradición como símbolo multiplicador de la palabra luminosa.
- Chisapi, hombre hacedor de vida.

- Luban ocó: elementos negativos de salun.
- Hualepu: uhaycu diablo rojo, produce enfermedad y el viento de la muerte. Pinturas negras y rojas se enfrentan vida y muerte a pesar de sus opuestos contenidos, se atan en una sola realidad circular en movimiento.

## Simbolismo
La base de la interpretación del mito de salun está alrededor de la palabra Chi, que en lenguas barbacoanas hace referencia a un árbol. Este es el fundamento filosófico del mito. Chi es el árbol de los matutas o ancestros, que cobija a la buluguaya, o gran familia. Se cree que sus raíces atan al hombre y lo elevan a la línea del cosmos, a dimensiones infinitas. Además este árbol ancestral cobija los hechos culturales. Dentro de los árboles que son considerados sagrados encontramos:
- Pishu: maíz, semilla solar, lluvia vital, fundamento de los mitos.
- Uchi: zapallo, árbol llorón con los que se crearon piguayos, vasijas y tasquis. Inspiraron el posterior barroco de templos quiteños. Su dibujo fue reinterpretado como canoas, las imbaburas, en envoltorios fúnebres o pimacules. El hombre aborigen se transforma en sus aspectos y componentes físicos y anímicos en un vaso o tasqui, cuyo cuerpo recubre al espíritu unificando a ambos. Matriz de los pueblos
- Mu: achiote, semilla de fuego, cápsula vegetal de contenido comunitario, sangre nativa, árbol ancestral, el enrojecimiento del sol al atardecer (opuesto del cuarto menguante). Árbol que viene de un colompilu, o pozo dios. Sirve para ocultarse de la muerte. La semilla de vida que renace demuestra la no existencia de la muerte como extinsión total. El Muli o molle es la flor de achiote. Se usaba como pimienta en la elaboración de chichas.[5]
- Paqui: guadúa, venas y arterias, vivienda sembrada, introducida y que retoñará. Símbolo de casa comunal. Tiene antiespirituales que aleja a gualepu o espíritu que trae la muerte. No se debe perforar puesto que se romperían las arterias del hombre y del pueblo. Se debe aplastar a su tronco y no romperlo. Sus nudos no deben cortarse.
- Pulu: papa para la cultura Puruhá.
- Pinllo: lechero, árbol de brujos con látex blanco medicinal. Líquido luminoso, se usaba en ceremonias fúnebres de pichicay o baño ritual del quinto día. Los bastones de brujos son trabajados en palo de pinllo.
- Llu: árbol lacrimoso ideografía de virilidad

El mito de Salun se basa en la relación entre el sáchila y el mincha rucú y como fueron cobijados por un árbol durante la noche. En este árbol se encuentra la armonía, los ancestros, el caucho y el achiote. Este último considerado sagrado por los tsáchilas. Sin embargo existen peligros que se los debe enfrentar, es decir el espíritu malingo o luban oco que no solo traen distorsión a la sociedad sino también a la naturaleza. 